# Hilkia Lobman
Hilkia Lobman is een Surinaams actrice, regisseur en liedjesschrijver. Ze was tussen 2007 en 2019 betrokken bij OnStage Performing Arts. Ze had daarnaast enkele filmrollen en had in 2017 haar eigen Hilkia Lobman Show. Het door haar geschreven lied Tanpresi werd gekozen voor de finale van SuriPop XXI.

## Biografie
Als kind deed zeven keer een klas over. Ze had weinig interesse voor school, waarvan ze achteraf denkt dat het schoolsysteem in Suriname er niet op gericht is om andere talenten te ontdekken en ontwikkelen. Daarbij speelde ook haar thuissituatie niet mee. Haar moeder was psychiatrisch patiënt en zij zorgde voor haar moeder totdat ze achter in de twintig was. Toen haar moeder overleed, raadde een psycholoog haar aan actief een nieuwe invulling voor haar leven te zoeken.
Ze nam dit advies ter harte en volgde vanaf 2007 theaterlessen voor volwassenen bij OnStage Performing Arts onder leiding van Helen Kamperveen. Hier werd ze na verloop ook acteur, docent en regisseur. Daarnaast was ze af en toe betrokken bij opvoeringen door Villa Zapakara. Bij OnStage bleef ze tot 2019.
In 2011 speelde ze in Onder vrouwen over mannen van Sandra Ammersingh. Het stuk was succesvol, waardoor er daarna extra opvoeringen volgden. In hetzelfde jaar speelde ze in Bami cola. Dit muziektheaterstuk kwam aanvankelijk tot stand als schrijftraining bij OnStage.
Ze werkte geregeld samen met Ivan Tai-Apin. In 2011 speelde ze mee in zijn televisieserie TV STATION 18+. Eveneens onder zijn regie startte ze in 2017 met haar eigen Hilkia Lobman Show. In de show verwerkte ze de actualiteit met humor en drama, en baarde ze opzien door het karakter dat ze met Purple neerzette. Ook had ze een rol in zijn speelfilm Wiren die in 2018 in première ging.
Ze speelde ook in andere films, zoals in 2012 in de horrorfilm ABC of death die in Paramaribo werd opgenomen en zijn première kende op het Internationaal filmfestival van Toronto in Canada. Verder had ze een bijrol in de Nederlands-Surinaamse film Sing song die in 2017 in première ging.
In 2017 trad ze op tijdens het culturele evenement Poetry & Beyond. Datzelfde jaar was ze eveneens te zien in de bioscoopfilm Sing Song.
Ze zond in 2019 twee liederen in voor SuriPop XXI, waarvan Tanpresi de finale bereikte. Het festival werd echter afgelast vanwege de corona-uitbraak.